# Римарук Андрій Вікторович
Андрій Вікторович Римарук (нар. в Молдові)— український ветеран російсько-української війни, волонтер та актор ігрового кіно. До недавнього часу був Директором воєнного департаменту Благодійної організації  «Міжнародний благодійний фонд «Повернись живим». В армії використовував позивний — "Молдован"

## Біографія

### Ранні роки
Ранні роки життя провів у Івано-Франківську.
В 1996 році отримав паспорт громадянина України. Навчався в школі Івано-Франківська загальноосвітня школа І-ІІІ ступенів № 10 до 9-го класу, після чого сім'я переїхала до Києва.
Після закінчення школи поступив в інститут Харчових технологій, на технолога. Не довчився, пішов в армію на строкову службу. (2004 рік)
Служив у прикордонних військах, закінчив школу сержантів.
Проходив службу в районі Ужгороду у прикордонних військах. Після демобілізації служив охоронцем в ПриватБанк.
В 2006 вступив в Національний педагогічний університет імені М.П.Драгоманова, на кафедру психології.
До 2009 року був журналістом у газеті "Факти"
З 2007 по 2010 роки жив в Донецьку. Був працівником медіа відділу структури ДТЕК, прес-секретарем.
Після подій Майдану, по повістці був мобілізований на фронт 14 лютого 2015 року, сержантом.

### Участь у бойових діях
Андрій Римарук, у минулому журналіст, потрапив на війну в лютому 2015 року, під час четвертої хвилі мобілізації. Розвідником 53-ї механізованої бригади воював у Станиці Луганській, Авдіївці, Зайцевому та інших населених пунктах Донецької та Луганської областей. В 2015 році познайомився з засновником фонду "Повернись Живим" - Віталеєм Дейнегою.
Після демобілізації Римарук став волонтером благодійного фонду «Повернись живим» (10 травень 2016 року).

### Кар'єра в кіно
У 2017 році, познайомившись із авторами фільму «Дике поле», отримав запрошення на кастинг і успішно зіграв головну роль в антиутопії Валентина Васяновича «Атлантида». Пізніше він також зіграв у «Відблиску», поданому на Венеційський фестиваль 2021 року.
Номінант премії «Золота дзиґа» найкращому акторові у головній ролі 2021 року.
Андрій Римарук періодично, а після початку повномасштабного вторгнення російської армії — постійно дає численні коментарі щодо військової ситуації в ефірах Радіо НВ та інших ЗМІ.

### Керівник відділу фонду Повернись живим
В травні 2016 року приєднався до фонду «Повернись живим». Директор воєнного напрямку у фонді.
Після отримання фондом «Повернись живим» дозволу займатись закупівлею і постачанням до ЗСУ озброєння, Римарук координує закриття гарячих потреб військових частин не лише у бронежилетах і раціях, але й набагато серйознішого обладнання.
Відділ, яким керує Римарук складається з:
- представників комунікації з суспільством,
- інструторів по мінометному навчанню стрільби з закритих позицій (створювачі застосунку, балістичного калькулятору ArmaCalc),
- інструктори з снайперської підготовки,
- інженери з саперної справи (з 2017 року),
- спеціалісти з тактичної медицини,
- спеціалісти з навчання по керуваню бпла (з 2020 року)
- закупівельний відділ
- логістично-складський відділ

В серпні 2023 року Андрій Римарук звільнився з фонду.
З 2024 року Андрій Римарук - заступник генерального директора в "Ukrspecsystems".

## Сім'я
Батько був родом з Івано-Франківська, працював в правоохоронних органах.
Одружений з 9 листопада 2013 року.

## Нагороди
- Відзнака Президента України «Золоте серце» (9 грудня 2022) — за вагомий особистий внесок у надання волонтерської допомоги та розвиток волонтерського руху, зокрема під час здійснення заходів із забезпечення оборони України, захисту безпеки населення та інтересів держави у зв'язку з військовою агресією Російської Федерації проти України та подолання її наслідків[1]